# Universität Freiburg (Schweiz)
Die Universität Freiburg (französisch Université de Fribourg [ynivɛʀsite də fʀibuʀ], rätoromanisch Universitad da Friburg, lateinisch Universitas Friburgensis) in Freiburg im Üechtland (französisch Fribourg) ist die sechstgrösste und einzige offiziell zweisprachige Universität der Schweiz.

## Übersicht

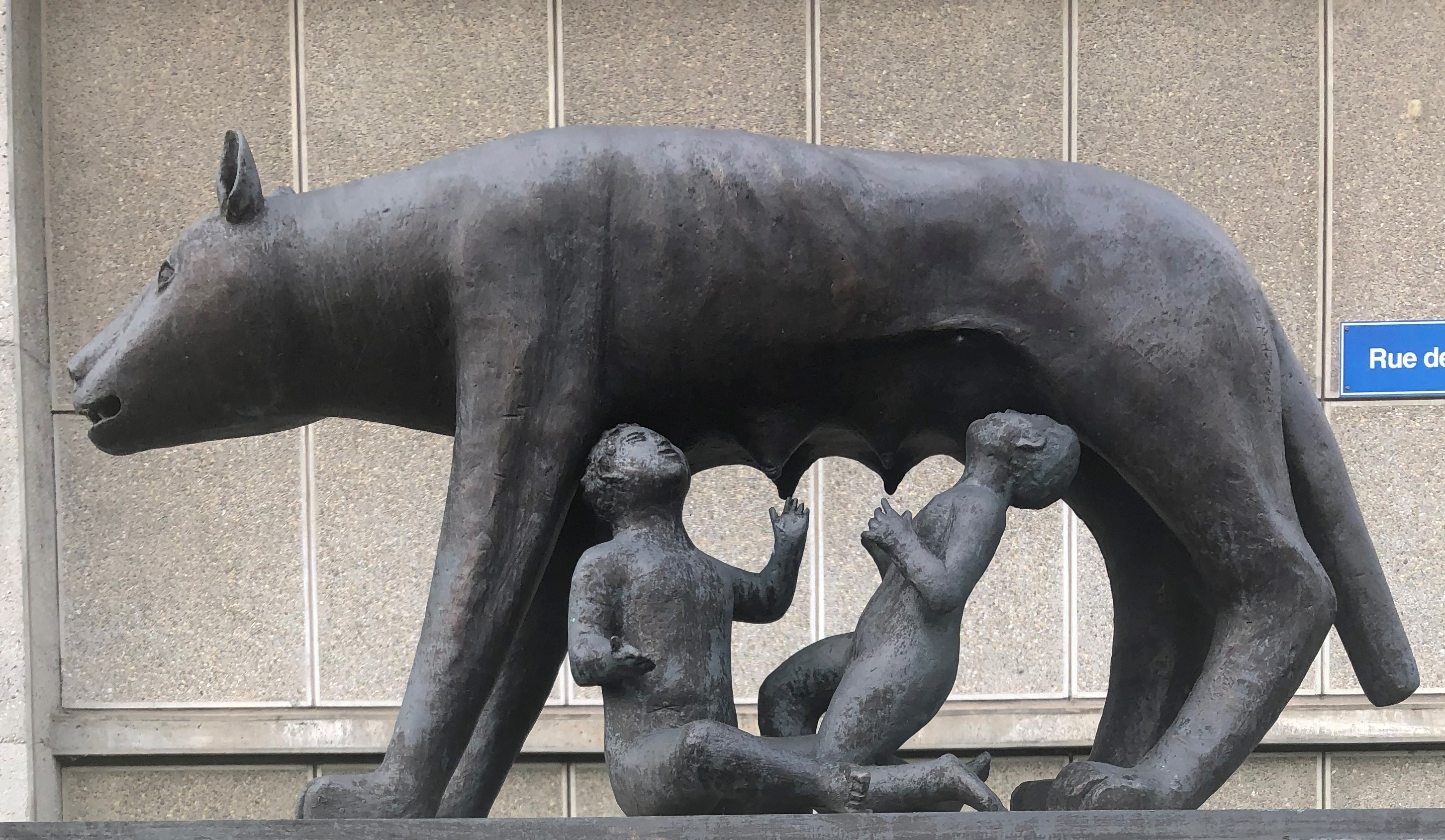
Denkmal Romulus und Remus

Die Universität befindet sich im Grenzgebiet zwischen Deutsch- und Westschweiz. Die meisten Studiengänge werden auf Deutsch und Französisch angeboten, was Studierende aus der ganzen Schweiz und der Welt anzieht: Der Anteil Studierender aus anderen Kantonen ist im Vergleich zu anderen Schweizer Hochschulen überdurchschnittlich hoch, und rund 20 Prozent der eingeschriebenen Studierenden stammen aus dem Ausland. Die Universität Freiburg ist zusammen mit der Universität in Cluj, der Universität Luxemburg sowie der Freien Universität Bozen eine der mehrsprachigen Universitäten Europas.
An der Universität waren per 31. Dezember 2018 insgesamt 1'989 Personen (davon 264 Professoren, 876 wissenschaftliche Mitarbeiter, 849 administrative und technische Mitarbeiter) beschäftigt, 10'154 Studierende (6'153 Frauen und 4'001 Männer, 8'563 mit Wohnsitzkanton in der Schweiz) und dazu 232 Gasthörer sind eingeschrieben. Im Jahr 2018 waren 3'466 Studierende deutscher, 4'490 französischer und 1'008 italienischer Muttersprache. 149 sind zweisprachig (französisch und deutsch). Das Jahresbudget stieg gegenüber 2017 um 5,1 Millionen auf 222,1 Millionen Schweizer Franken.
Sie «gehört zu den wenigen Universitäten Europas, die ein vollständiges Bildungsangebot in mehr als einer Unterrichtssprache anbieten, […] ist die einzige, an der in der Lehre wie auch in der Verwaltung konsequent zwei Sprachen gebräuchlich sind».
Zum Leitbild der Universität gehören Qualität (Aufbau Kompetenzzentren, Vermittlung erstklassiger wissenschaftlicher Ausbildung und Qualitätsförderung), Verantwortlichkeit (ethische Prinzipien und Anforderungen der sozialen Gerechtigkeit, Klima intellektueller Offenheit, Möglichkeit, die Werte des christlichen Humanismus zu vertiefen) und Dialogbereitschaft (Weltoffenheit, mit in- und ausländischen Universitäten und Hochschulen zusammenarbeiten, sich an der multikulturellen Verständigung beteiligen – insbesondere zwischen den vier Landeskulturen –, zweisprachige Studien und Abschlüsse in Deutsch und Französisch, Aussenbeziehungen zu Kanton und Stadt).
Studentenzahlen:
- 1990/91: 6'327
- 1995/96: 8'746
- 2000/01: 8'849
- 2005/06: 9'936
- 2006/07: 9'912
- 2007/08: 9'952
- 2009/10: 9'617
- 2010/11: 9'651
- 2013: 10'164
- 2014: 10'248
- 2015: 10'509
- 2016: 10'647
- 2017: 10'409
- 2018: 10'154

## Geschichte

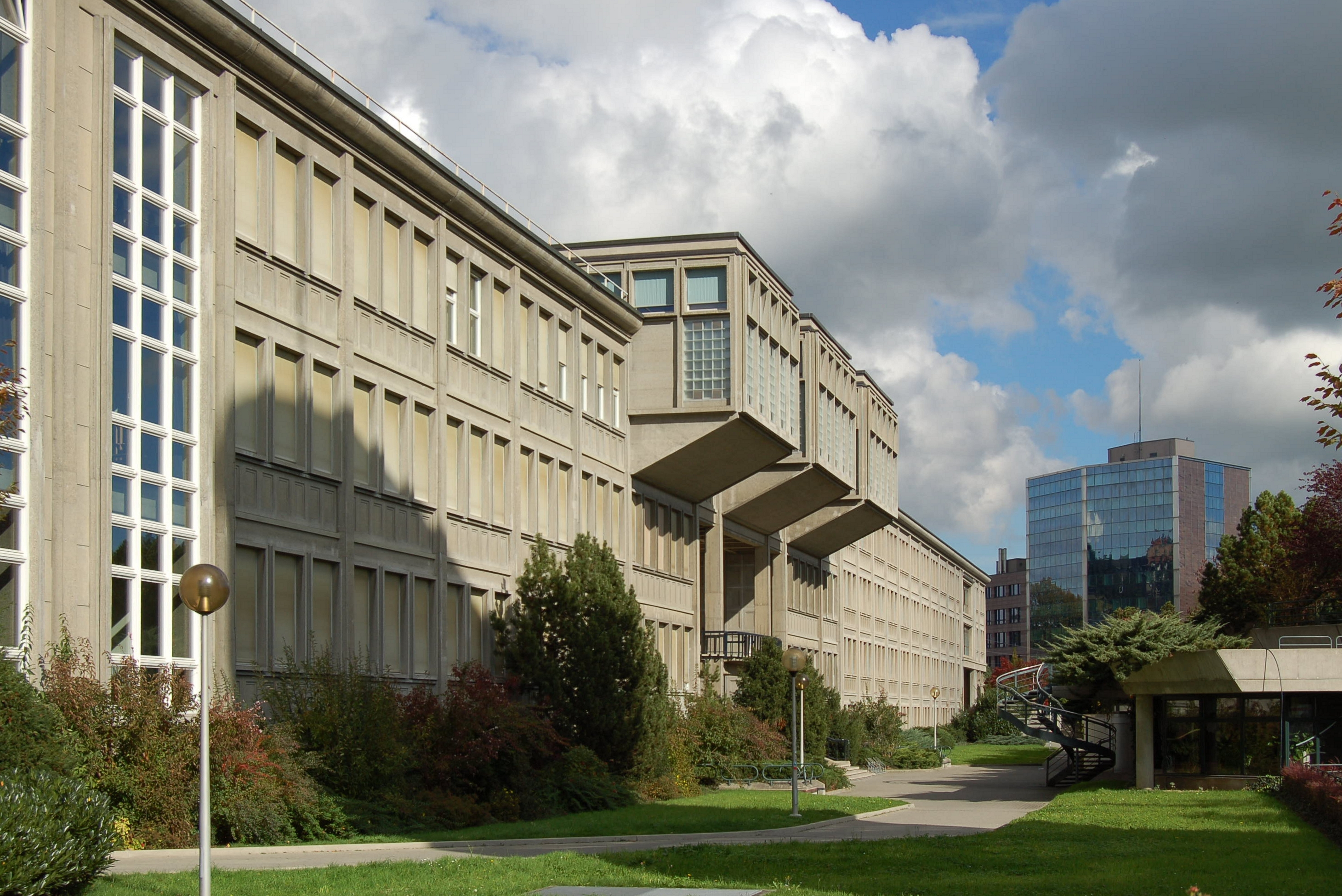
Hauptgebäude Miséricorde

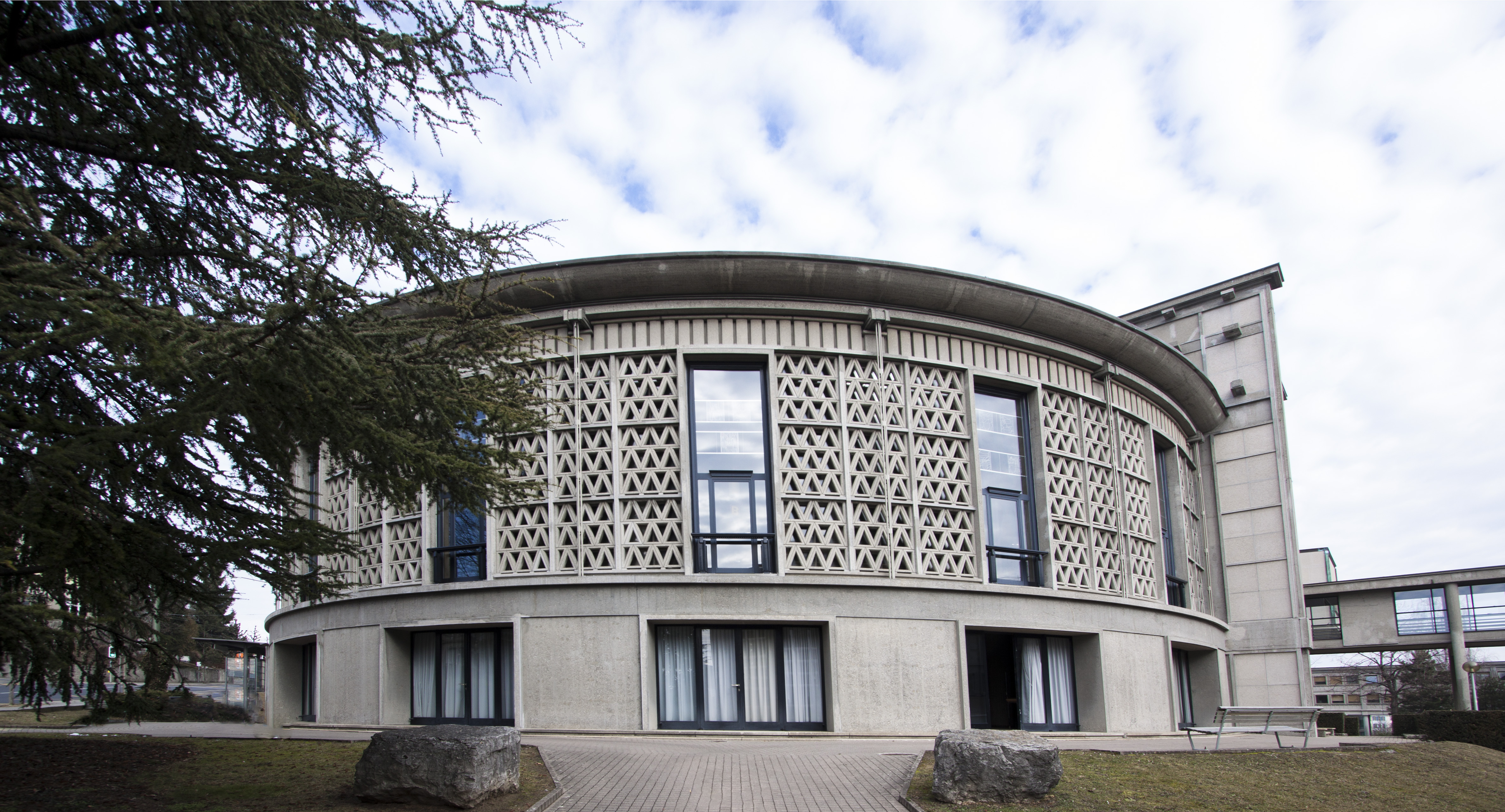
Hauptgebäude Miséricorde Aula Magna

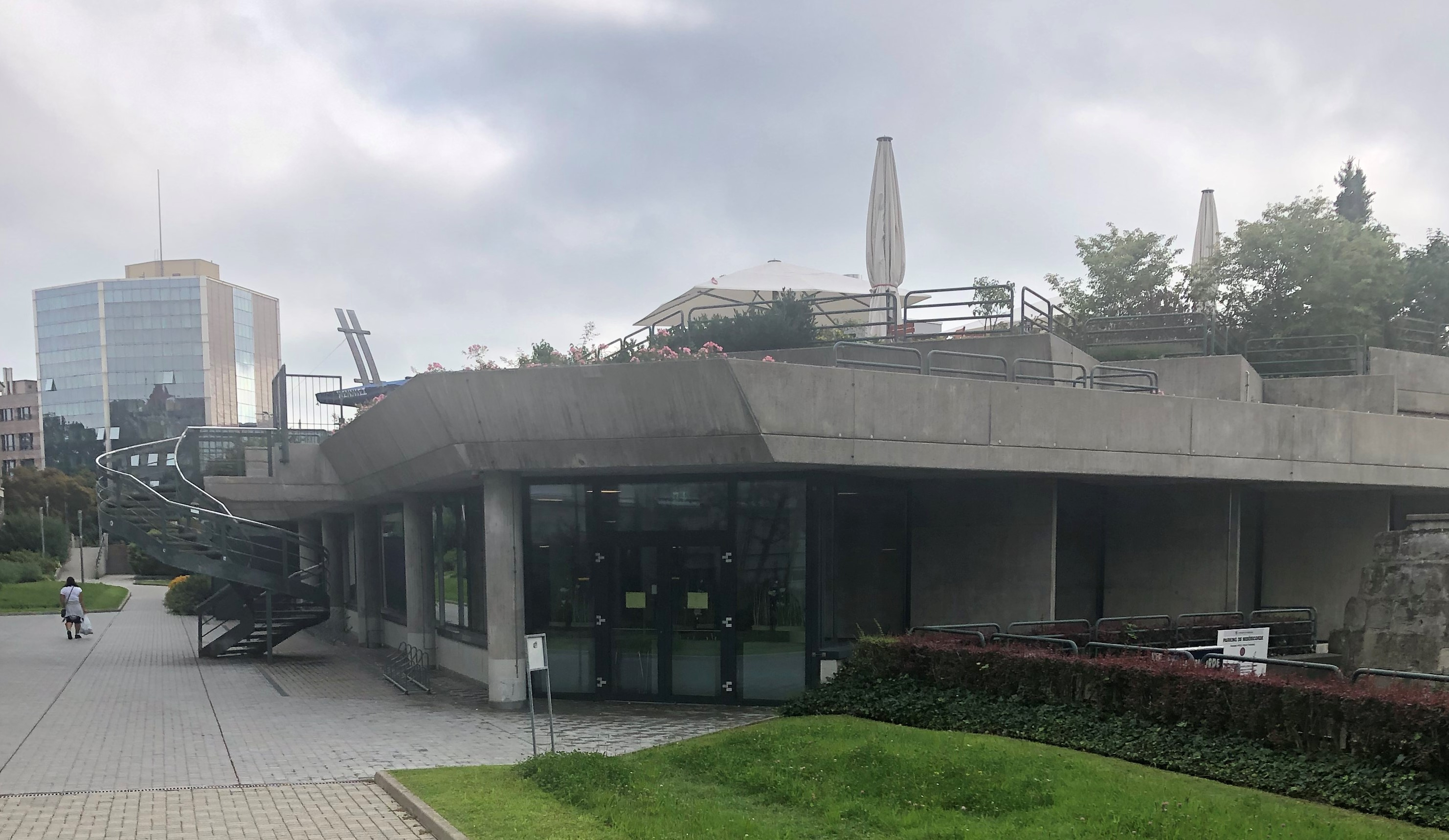
Mensa Miséricorde

Miséricorde 10

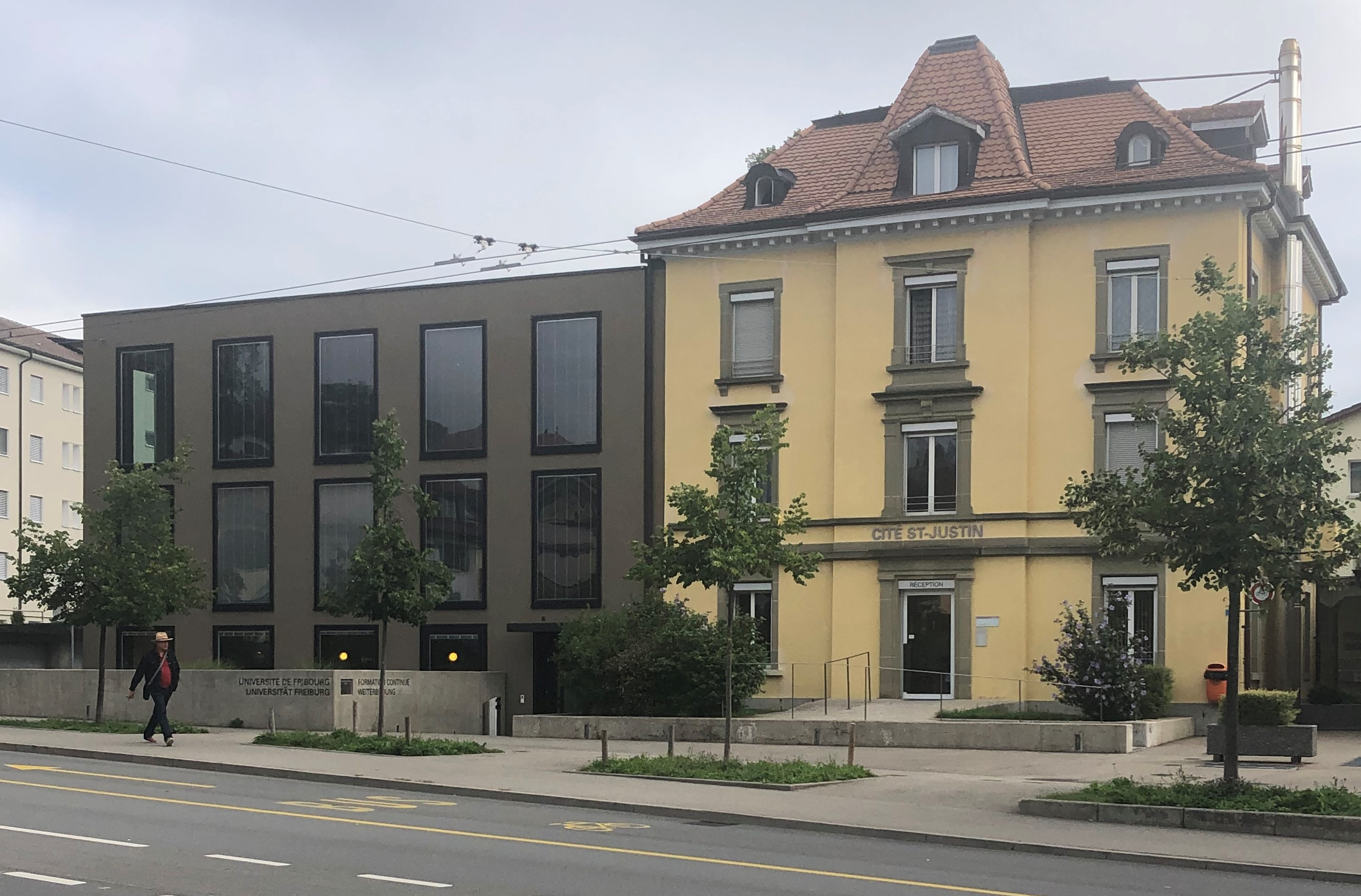
Weiterbildungsstelle mit Seminarräumen

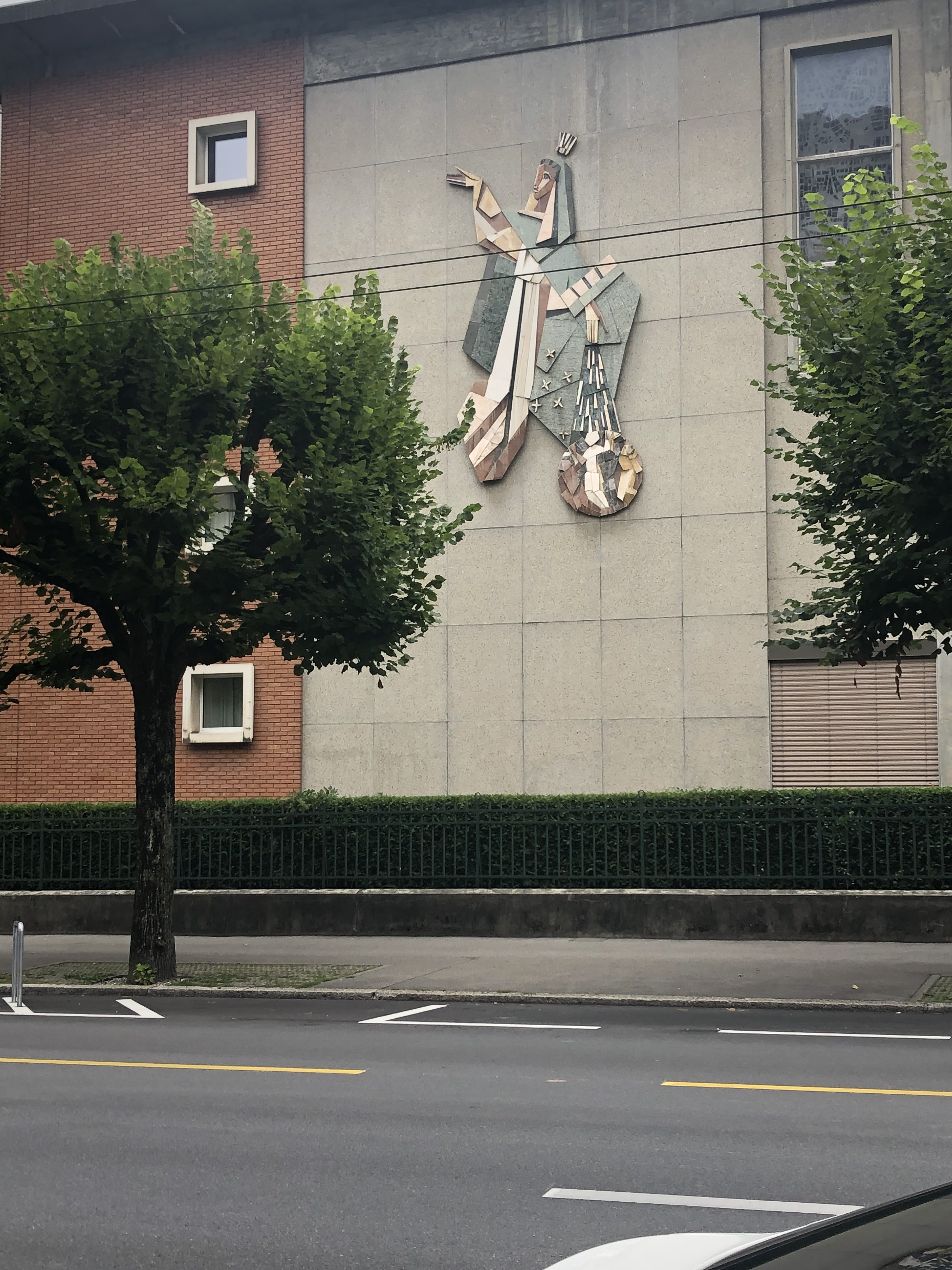
Regina Mundi Wandfresco

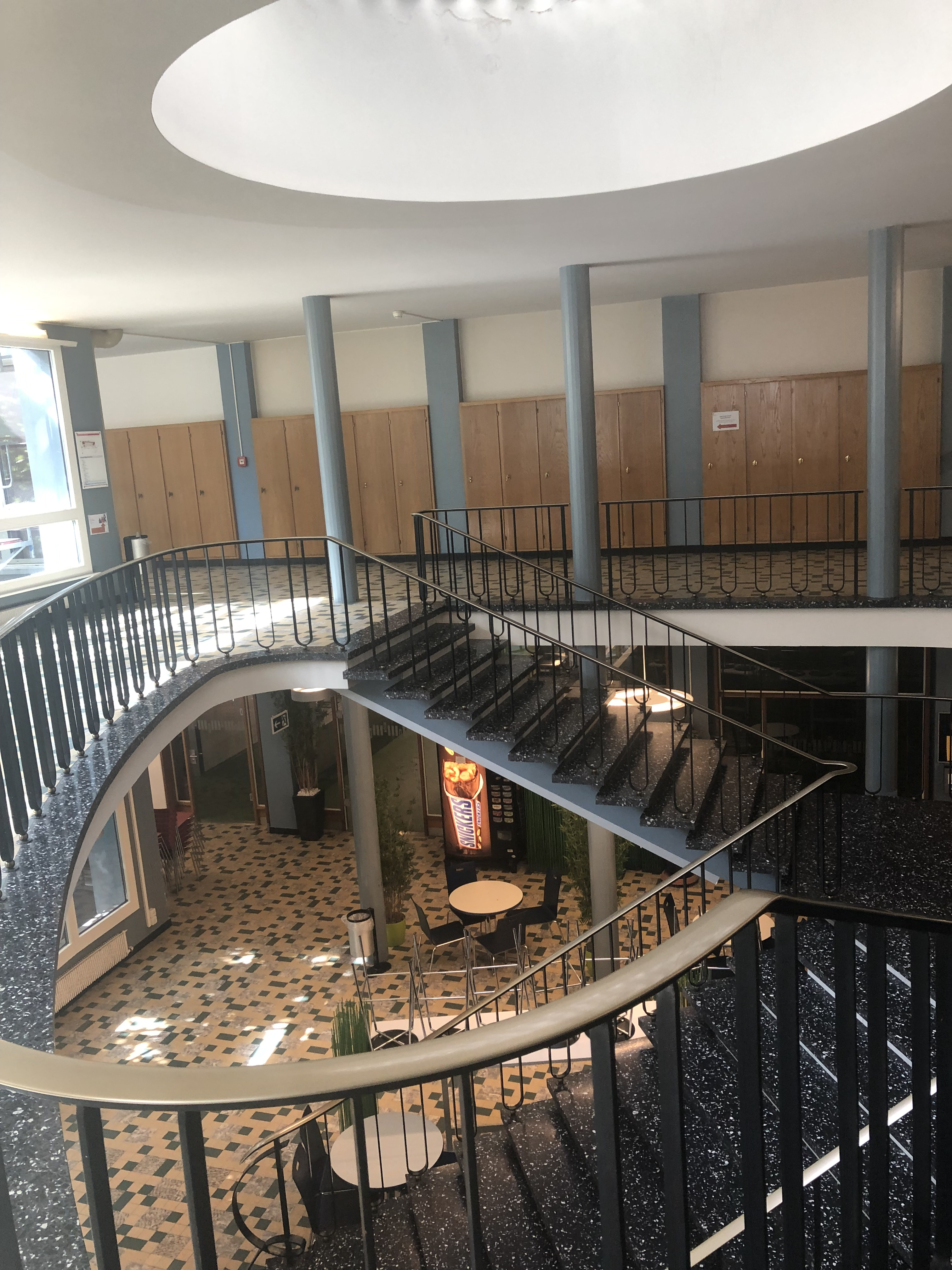
Regina Mundi Treppenhaus

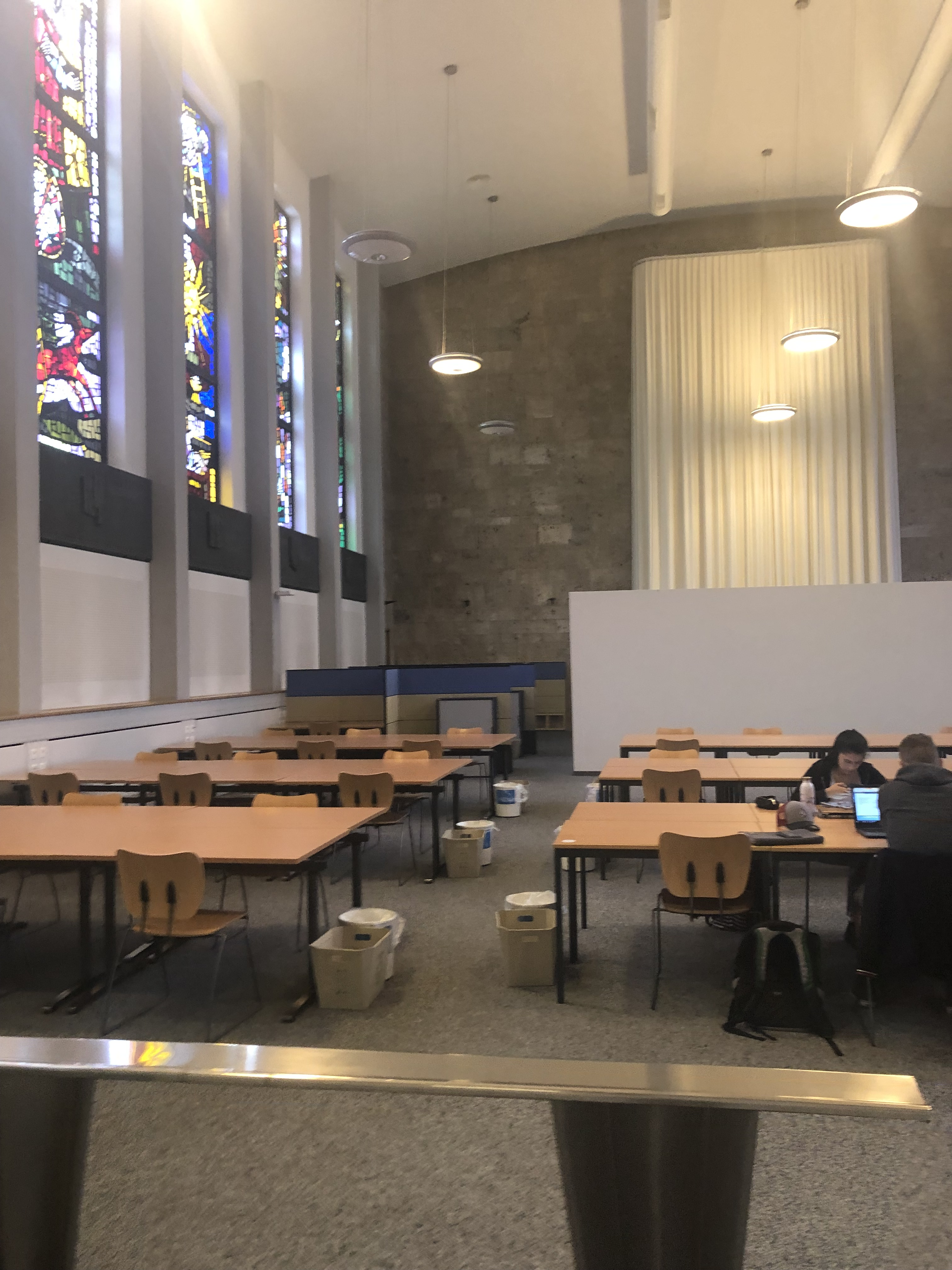
Regina Mundi Studiensaal (früher Kapelle)

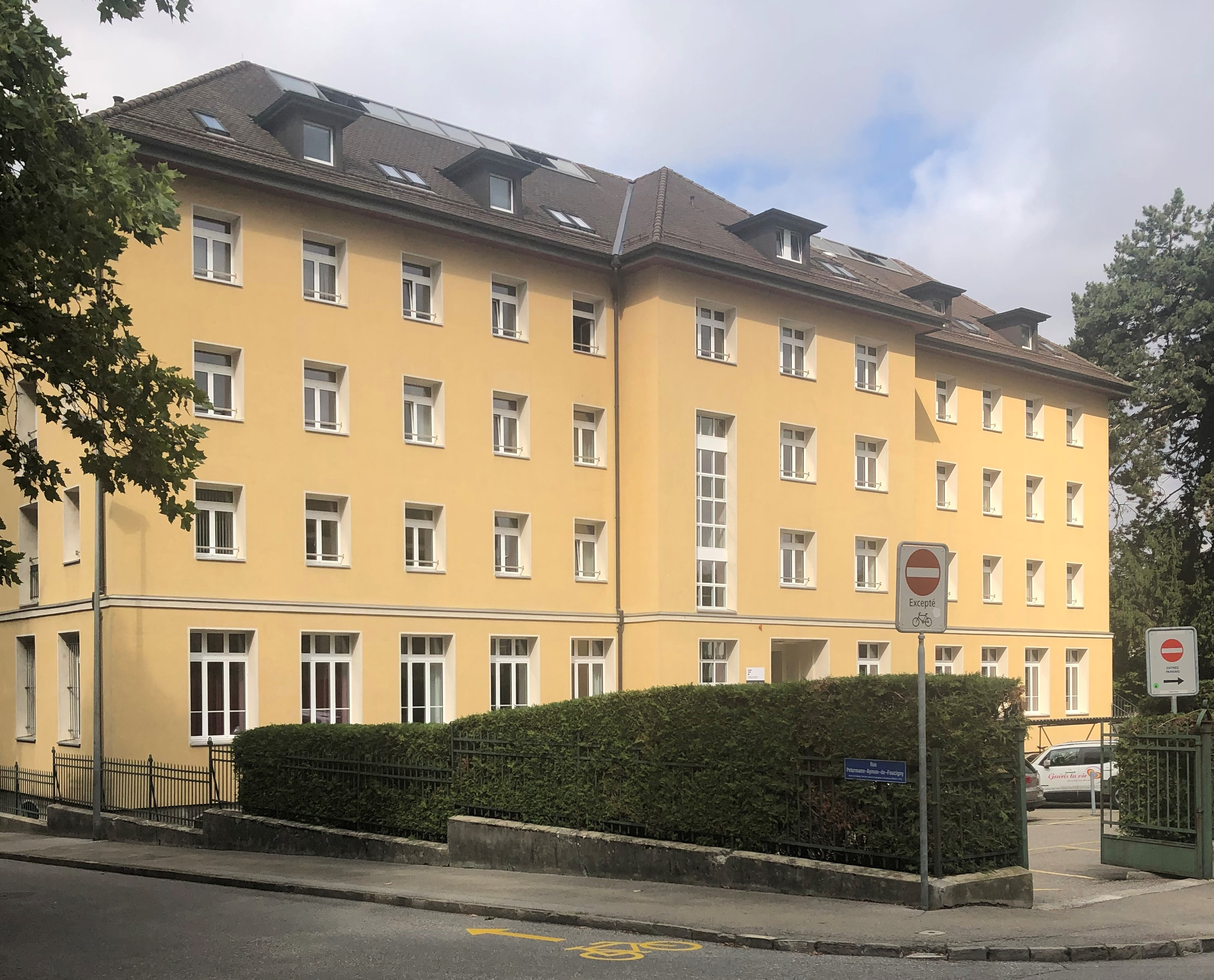
Regina Mundi, Gebäude Psychologie

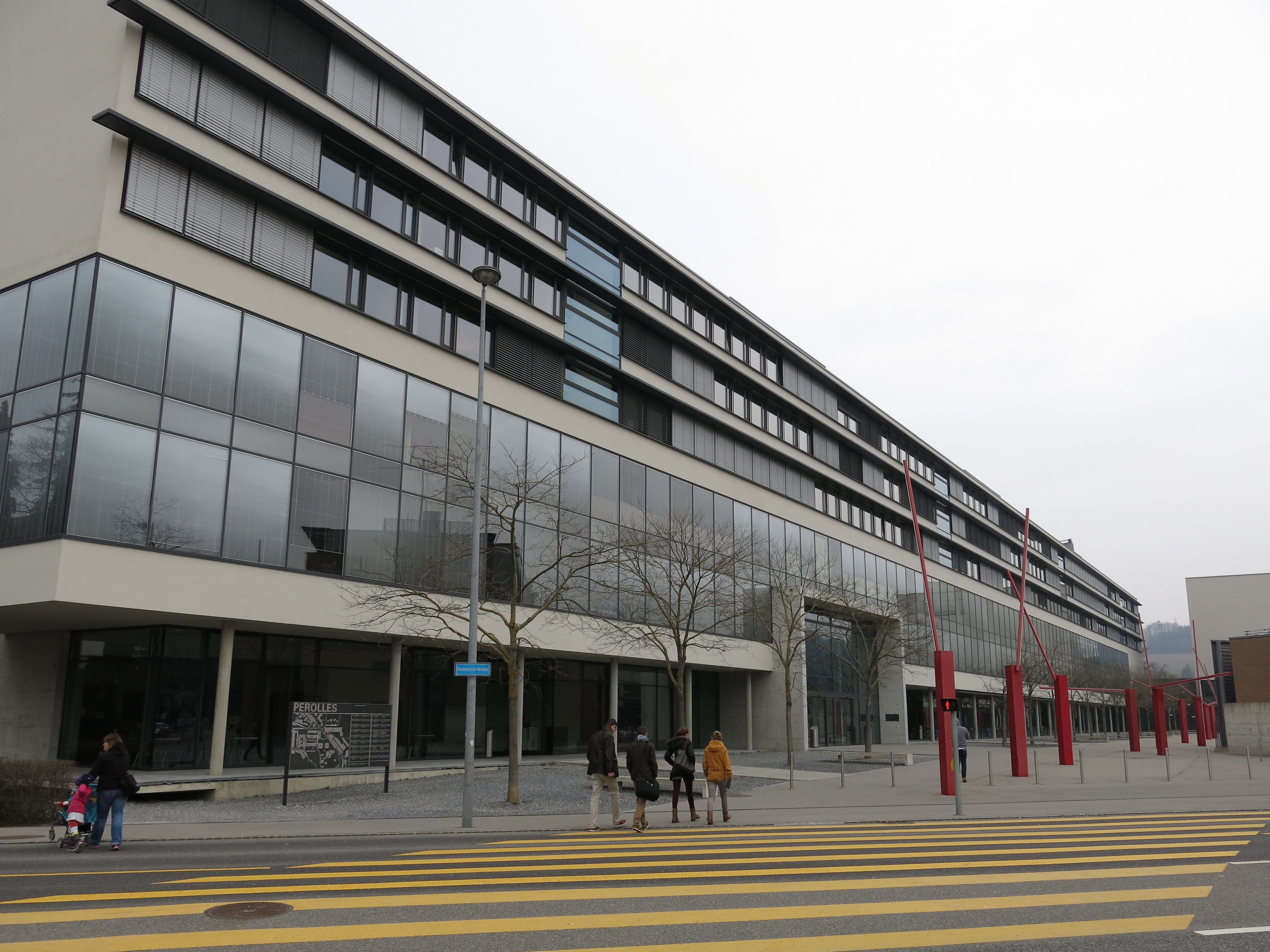
Der 2005 eröffnete Campus von Pérolles 2 (Wirtschafts- und Sozialwissenschaftliche Fakultät)

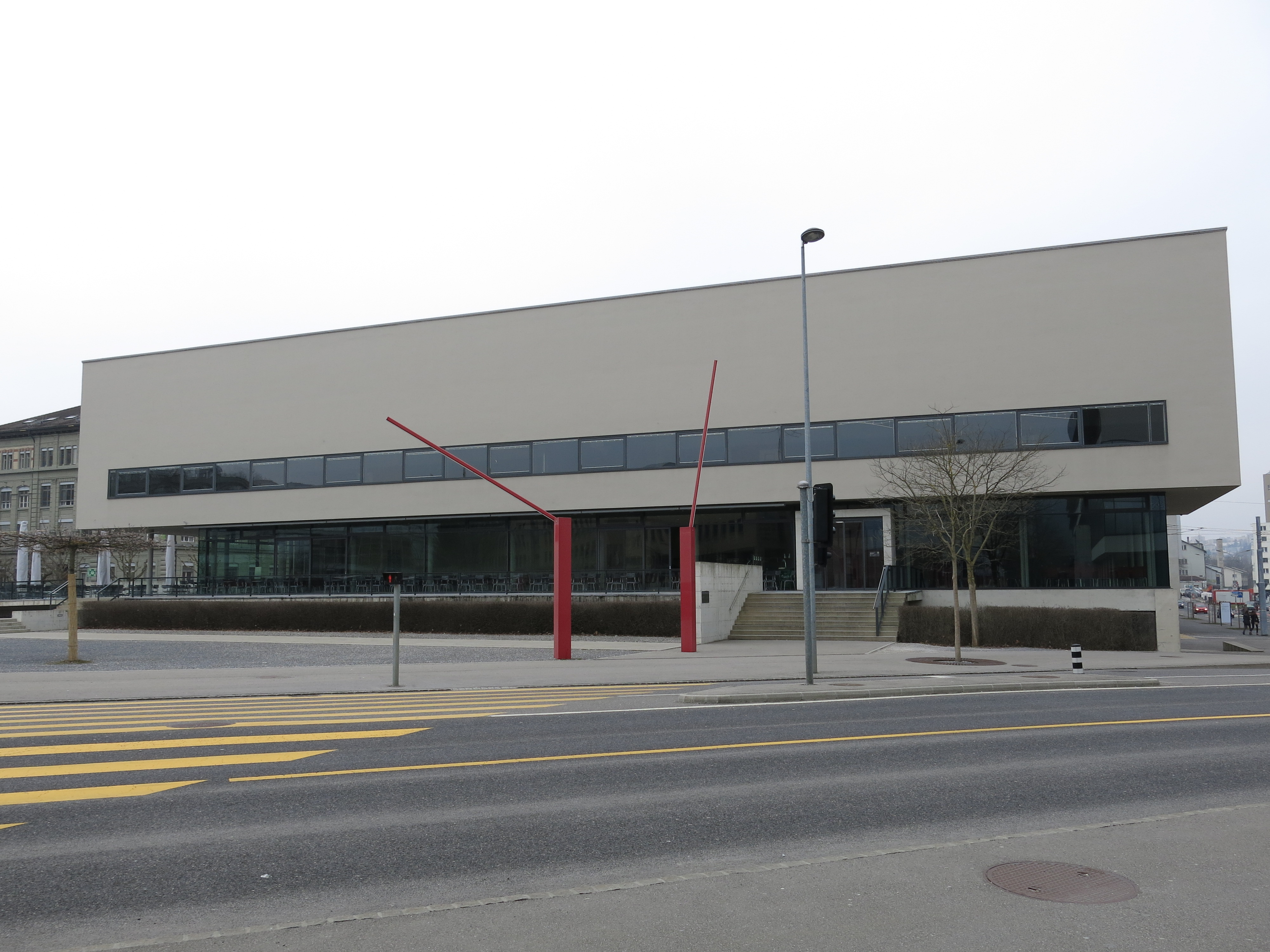
Neue Mensa Pérolles 2

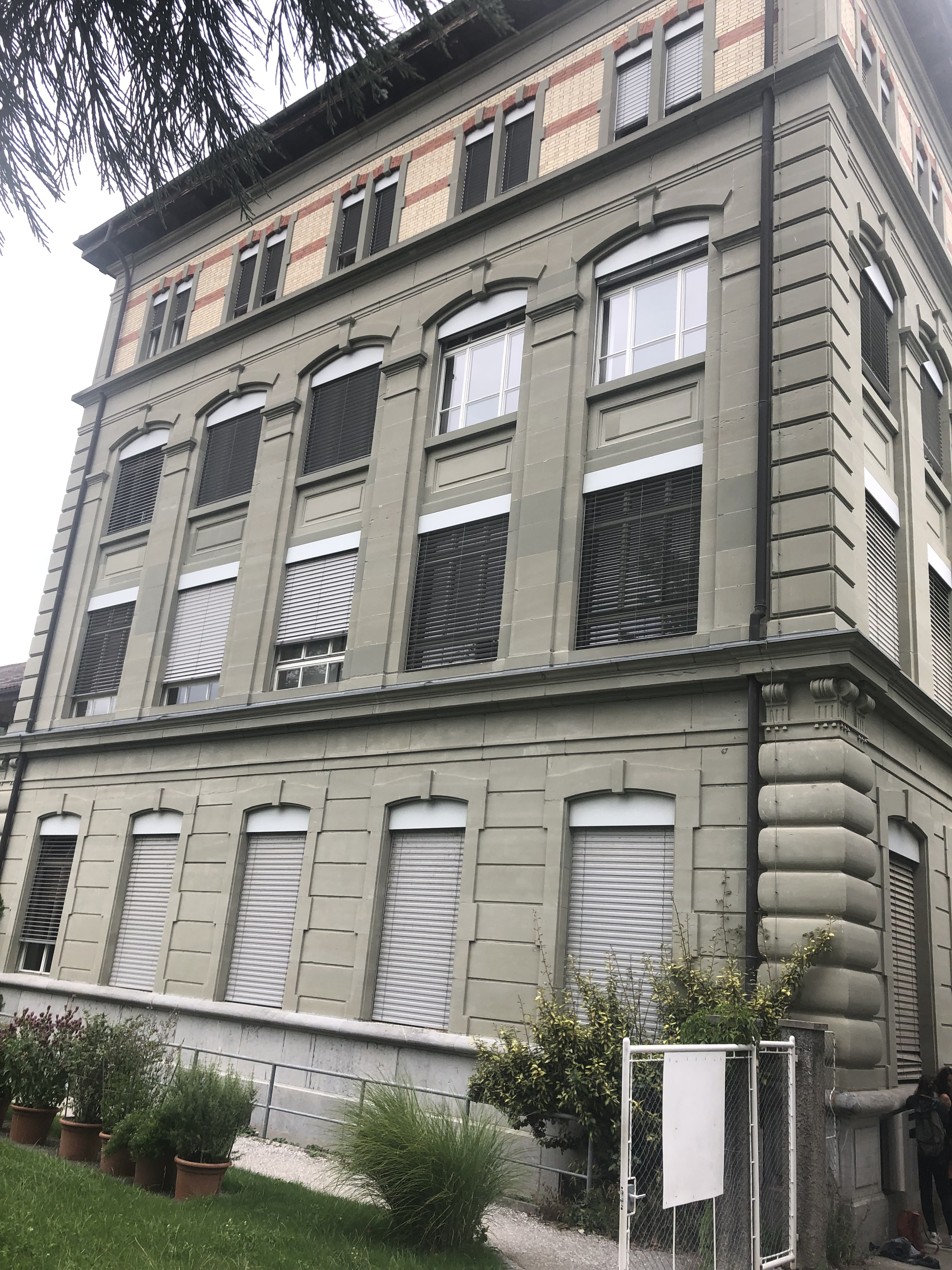
Naturkundemuseum Pérolles

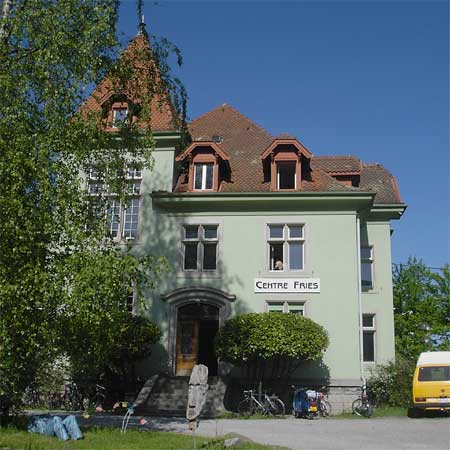
Studierendenzentrum Centre Fries

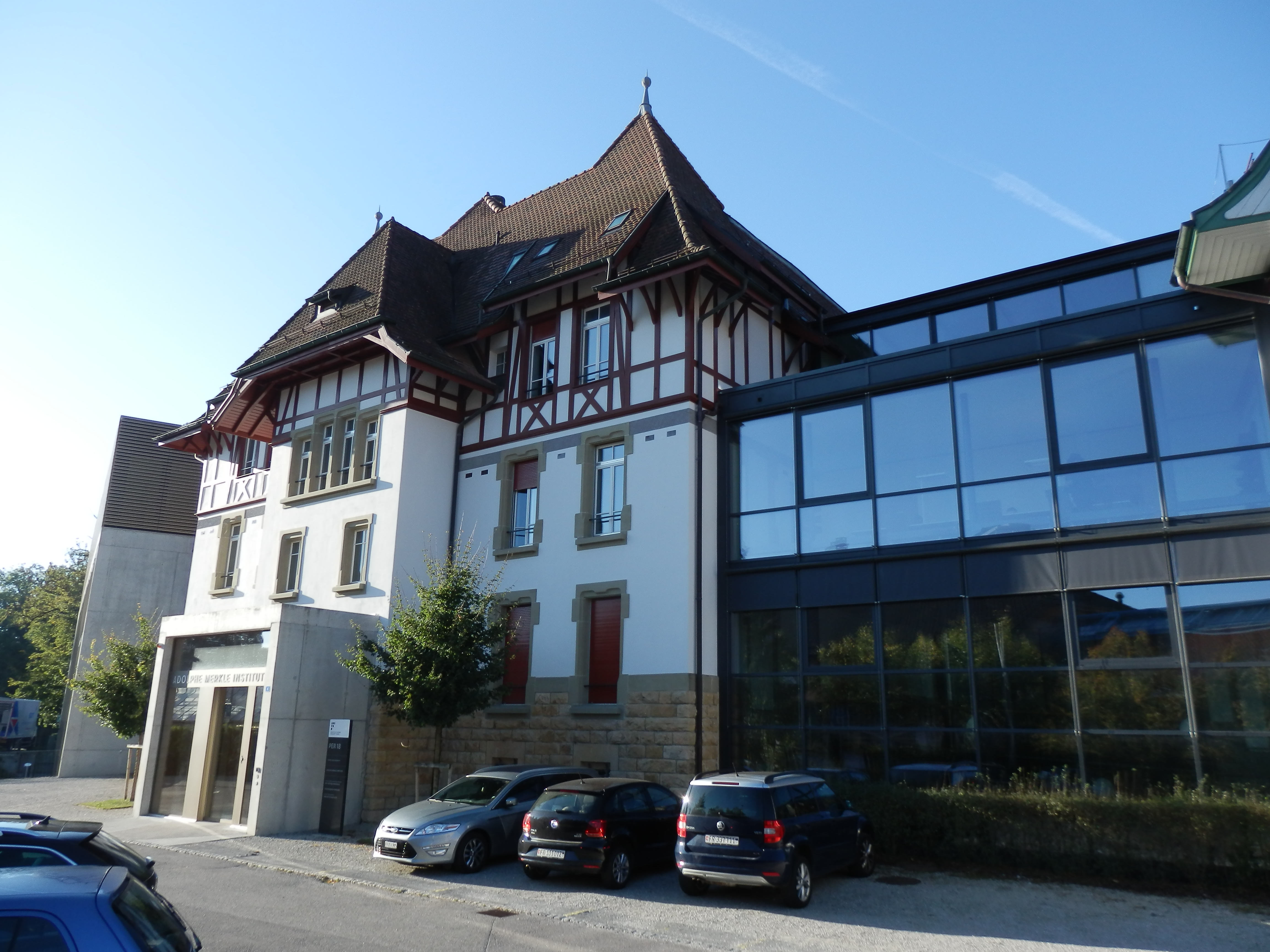
Adolphe-Merkle-Institut für Nanotechnologie

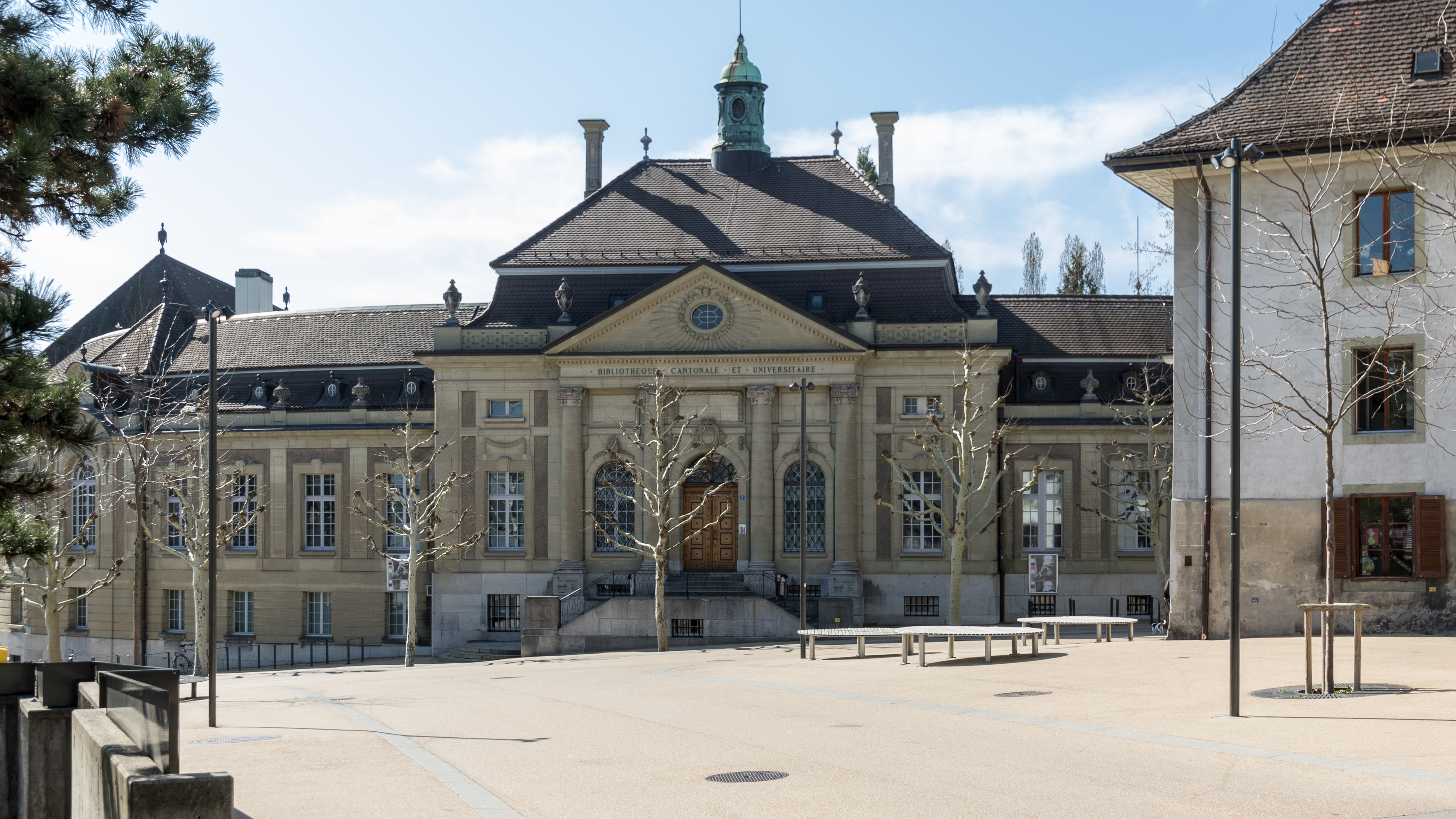
Kantons- und Universitätsbibliothek

Entstanden ist die Universität 1889, als am 4. Oktober desselben Jahres der Grosse Rat (Parlament) des Kantons Freiburg grünes Licht gab für die Gründung der ersten Universität der «katholischen Schweiz». Für diese Hochschule hatte vor allem der Staatsrat Georges Python hartnäckig gekämpft. Es gelang ihm, die notwendigen finanziellen Mittel zu beschaffen und die Politiker von der Notwendigkeit einer Universität zu überzeugen.
Das 1582 gegründete Kollegium Sankt Michael und insbesondere dessen Theologische Fakultät werden als erste Keimzelle der Universität angesehen. Der Dominikanerorden entsandte ab 1890 Brüder aus verschiedenen Provinzen als Professoren der Philosophie und Theologie. Sie erwarben ein früheres Hotel, wo sie einen Konvent und ein Studentenkonvikt einrichteten (Albertinum).
Eine weitere Vorläuferin der Universität war eine Rechtsakademie («Rechtsschule») in Freiburg im Jahre 1763, die sich im Albertinum befand und die sich 1889 der neu gegründeten Universität als Juristische Fakultät angliederte. Der Gründung einer Universität in einer relativ kleinen Stadt lag der Wunsch der schweizerischen Katholiken zugrunde, dass auch in einem katholischen Kanton eine Universität existieren sollte, und gemäss Python sollte sie Eliten ausbilden, die das Volk vor den Gefahren der Moderne schützten. Trotzdem war die Universität offiziell nie eine «katholische Universität».
1907 schrieben sich erstmals drei Frauen für das Studium an der Universität ein. Sie stammten aus Irland, Luxemburg und Galizien. 1907/08 folgten die ersten Studentinnen aus der Schweiz (Freiburg und Lugano).
1941 wurde an der Avenue de l’Europe in Freiburg das heute denkmalgeschützte Hauptgebäude Miséricorde (Barmherzigkeit), das der Le-Corbusier-Schüler Denis Honegger entworfen hatte, eingeweiht.
Im Jahr 2005 wurde ein neuer Gebäudekomplex Pérolles 2 eingeweiht, der auf 3'500 Studierende zugeschnitten ist und die Anstiege der Studierendenzahlen berücksichtigt. 11 grosse Hörsäle (darunter mit dem «Auditorium Joseph Deiss» der zweitgrösste nach der «Aula Magna»), ein Kinosaal und zahlreiche Seminarräume sowie eine dritte Mensa haben die Raumverfügbarkeit an der Universität deutlich erweitert. Auf viele Mietobjekte in Freiburg aufgeteilte Organisationseinheiten konnten zentralisiert werden, weiter abgelegene Standorte (Portes de Fribourg in Granges-Paccot) wurden aufgegeben. In unmittelbarer Nähe von Pérolles 2 wurden die Hochschule für Technik und Architektur Freiburg, die Hochschule für Wirtschaft Freiburg und die Berufsfachschule Freiburg ebenfalls neu gebaut, sodass ein Bildungscampus Freiburg entstanden ist.

## Fakultäten
Es gibt fünf Fakultäten, die über ein breites Angebot an Studiengängen verfügen. Alle nachfolgenden Zahlen für Studierende und Professoren beziehen sich auf Ende 2018:

### Philosophische Fakultät
Die Philosophische Fakultät ist die grösste Fakultät mit 4'573 Studierenden (1'236 Männer und 3'337 Frauen) sowie 90 Professoren (51 Studierende pro Professor). Sie hat 18 Departemente in den Bereichen
- Sprachen, Literaturen und Mehrsprachigkeitsforschung (Anglistik, Romanistik, Germanistik, Italienische Sprache und Literatur, Klassische Philologie, Mehrsprachigkeitsforschung & Fremdsprachendidaktik, Spanische Sprache und Literatur, Slawistik, Allgemeine und vergleichende Literaturwissenschaft)
- Geschichte, Philosophie und Kunstgeschichte (Europastudien, Geschichte, Kunstgeschichte & Archäologie, Musikwissenschaft, Philosophie, Zeitgeschichte)
- Sozialwissenschaften, Psychologie und Pädagogik (Erziehungs- und Bildungswissenschaften, Psychologie, Sonderpädagogik, Sozialarbeit Sozialpolitik & globale Entwicklung, Sozialwissenschaften)

Mehrere Institute gehören ebenfalls dazu, nämlich acht fakultäre (Freiburger Institut für die Erforschung der Renaissance und der Frühen Neuzeit, Institut für Allgemeine und Vergleichende Literaturwissenschaft, Institut für Antike und Byzanz, Institut für Heilpädagogik, Institut für Lehrerinnen- und Lehrerbildung, Institut für schweizerische Zeitgeschichte, Mediävistisches Institut, Zentrum für Testentwicklung und Diagnostik), sieben interfakultäre (Institut für Familienforschung und -beratung, Institut für Ost- und Ostmitteleuropa, Interdisziplinäres Institut für Ethik und Menschenrechte, Interfakultäres Institut Human-IST, Schweizerisches Zentrum Islam und Gesellschaft, Zentrum für Europastudien, Zentrum für Lebensmittelwissenschaften) sowie ein interinstitutionelles (Institut für Mehrsprachigkeit). Leitbilder der Ausbildung sind die Mehrsprachigkeit (deutsch-französisch) und das Studium der Kontakte und Beziehungen zwischen den Kulturen von einst und jetzt.

### Rechtswissenschaftliche Fakultät
An der Rechtswissenschaftlichen Fakultät studieren 1'647 Personen (652 Männer, 995 Frauen), die durch 36 Profesoren (45 Studierende pro Professor) betreut werden. Vier Departemente gehören zur Fakultät:
- Privatrecht
- Öffentliches Recht
- Strafrecht und
- Internationales Recht & Handelsrecht

Sechs Institute (Institut für Föderalismus, Institut für Europarecht, Institut für Religionsrecht, Institut für Baurecht, Institut für Recht & Wirtschaft, Institute of International Business Law) gehören ebenfalls dazu. Die Fakultät ist an den interfakultären Instituten für Ethik und Menschenrechte, für Familienforschung und -beratung sowie am Schweizerischen Zentrum für Islam und Gesellschaft beteiligt. Der Studienplan beinhaltet nationales und internationales Recht; sämtliche Fächer können auf Deutsch und Französisch belegt werden. Als Besonderheit ermöglicht die Fakultät den Studierenden das Ausbildungsprogramm «bilingue plus», das profunde Kenntnisse der deutschen und französischen Sprache und Kultur vermittelt.

### Theologische Fakultät
Die Theologische Fakultät ist die grösste und internationalste der Schweiz und neben Luzern die einzige katholisch-theologische Fakultät an einer staatlichen Universität der Schweiz. 386 Studierende (295 Männer, 91 Frauen) werden durch 21 Professoren (18 Studierende pro Professor) betreut. Die 5 Departemente sind Biblische Studien, Patristik & Kirchengeschichte, Glaubens- und Religionswissenschaft, Moraltheologie und Ethik und Praktische Theologie. In sechs interdisziplinären Bereichen ist die Fakultät ebenfalls vertreten: Institut für Ethik und Menschenrechte, Institut für Antike und Byzanz, Schweizerisches Zentrum für Islam und Gesellschaft, Institut für Familienforschung und Familienberatung, Zentrum für Europastudien; Koordinationsbüro Umweltwissenschaften.

### Wirtschafts- und Sozialwissenschaftliche Fakultät
An der Wirtschafts- und Sozialwissenschaftlichen Fakultät werden 1'487 Studierende (760 Männer, 727 Frauen) durch 35 Professoren (42 Studierende pro Professor) betreut. Sie sind für einen von fünf Bachelor- oder Masterstudiengängen eingeschrieben. Die Fakultät besteht aus folgenden vier Departementen: Betriebswirtschaftslehre, Volkswirtschaftslehre, Informatics sowie Medien- und Kommunikationswissenschaften. An die Fakultät sind des Weiteren das International Institute of Management in Technology (iimt) und das Verbandsmanagement Institut (VMI) angegliedert.

### Mathematisch-Naturwissenschaftliche und Medizinische Fakultät
Die 2018 aus der Mathematisch-Naturwissenschaftlichen Fakultät neu gebildete Mathematisch-Naturwissenschaftliche und Medizinische Fakultät umfasst zwei Abteilungen:
- Abteilung Mathematik und Naturwissenschaften
- Abteilung Medizin

2'034 Studierende (1'031 Männer, 1'003 Frauen) werden durch 77 Professoren (26 Studierende pro Professor) betreut. In der Abteilung Medizin studieren 360 Personen (124 Männer und 236 Frauen). Seit Herbst 2019 bietet die Universität auch ein Masterstudium in Humanmedizin an, nachdem seit 1896 das erste Studienjahr Medizin und seit 1938 auch das zweite Studienjahr in Freiburg absolviert werden konnte. Seit 2009 wurde das Bachelor-Studium (3 Jahre) komplett in Freiburg angeboten. Die Mathematisch-Naturwissenschaftliche Fakultät wurde 1896 gegründet und umfasst sieben Departemente in zwei Abteilungen: Mathematik und Naturwissenschaften mit Biologie, Chemie, Geowissenschaften (Bereiche Geographie und Erdwissenschaften), Informatik (interfakultär in Kooperation mit der Wirtschafts- und Sozialwissenschaftlichen Fakultät), Mathematik, Physik sowie Medizin mit den Bereichen Pharmazie, Biochemie, Humanmedizin (früher auch Zahnmedizin), Biomedizinische Wissenschaften sowie Sport- und Bewegungswissenschaften.

## Weitere akademische Einrichtungen und interfakultäre Institute
- Adolphe-Merkle-Institut für Nanotechnologie[28]
- Fribourg Center for Nanomaterials[29]
- Institut für Familienforschung und -beratung[30]
- Institut für Lehrerinnen- und Lehrerbildung für die Sekundarstufen ILLB[31]
- Institut für Mehrsprachigkeit[32]
- Interdisziplinäres Institut für Ethik und Menschenrechte[33]
- Interfakultäres Departement für Informatik[34]
- Interfakultäres Human-Ist Institut[35]
- Interfakultäres Institut für Ost- und Ostmitteleuropa[36]
- Mediävistisches Institut[37]
- Schweizerisches Zentrum für Islam und Gesellschaft (SZIG)[38]
- Sprachenzentrum[39]
- Umweltwissenschaften[40]
- Zentrum für Europastudien[41]
- Zentrum für Testentwicklung und Diagnostik (verantwortlich für den Eignungstest für das Medizinstudium)

Eine zentrale Kantons- und Universitätsbibliothek (KUB) und mehrere dezentrale Bibliotheken (Fakultäts-, Interfakultäts- und Institutsbibliotheken) an verschiedenen Standorten stehen ebenfalls zur Verfügung. Die verantwortlichen Bibliothekare sind in der Arbeits- und Koordinationsgruppe «Konstellation» organisiert.

## Studium
Die Universität bietet Studienstufen nach dem Bologna-Prozess an:
- Bachelor: Grundausbildung zu 180 ECTS-Kreditpunkten (Richtzeit 3 Jahre): Bachelor of Arts, Bachelor of Science oder Bachelor of Medicine
- Master: Vertiefende Ausbildung zu 90 oder 120 ECTS-Kreditpunkten (Richtzeit über 1,5 bzw. 2 Jahre): Master of Arts, Master of Science oder Master of Medicine
- Doktorat: Forschungsarbeit mit anschliessender Dissertation. Die Zulassung erfolgt gemäss den spezifischen Zulassungsbedingungen jeder Fakultät. Es gibt keinen Richtwert für die Studiendauer.

Ein Numerus clausus kommt beim Medizinstudium zur Anwendung, es ist der Eignungstest für das Medizinstudium zu absolvieren. Bestimmte Vorbildungs- oder Studienausweise sind für die Zulassung zum Bachelorstudium notwendig. Bei ausländischen Reifezeugnissen müssen bestimmte Äquivalenzen vorliegen. Auch können länderspezifisch Mindestdurchschnittsnoten oder Mindest-Punktzahlen beim Abitur gefordert werden (für Zulassung 2019 Deutschland z. B. 2,5).

## Leitung der Universität
Der Senat ist das oberste beschlussfassende Organ der Universität. Er setzt sich aus zwölf Mitgliedern zusammen, wovon die eine Hälfte vom Staat und die andere Hälfte von der Universitätsgemeinschaft ausgewählt werden. Präsident ist Philippe Savoy als vom Grossrat ernanntes Mitglied.
Das Rektorat ist das leitende und vollziehende Organ der Universität. Mitglieder des Rektorats sind die Rektorin Katharina Fromm und vier Vizerektorinnen bzw. Vizerektoren: Chantal Martin Sölch für Lehre, Weiterbildung, Campusleben und Gleichstellung; Sarah Progin-Theuerkauf für Rechtsangelegenheiten, Personalwesen und Alumni; Bernhard Ries für Internationale Beziehungen, Digitalisierung und Nachwuchsförderung sowie Hansjörg Schmid für Bibliotheken, Nachhaltigkeit Universität und Gesellschaft.
Zur erweiterten Leitung gehören Ralph Doleschal als Generalsekretär, Anne Crausaz Esseiva als Akademische Direktorin, Alexandre Gachet als Administrativer Direktor bzw. Verwaltungsdirektor, Stéphane Recrosio als Direktor für IT und Marius Widmer als Leiter Kommunikation.
Die Plenarversammlung wählt den Rektor oder die Rektorin. Das Datum wird in der Regel 15 Monate vor Ablauf der Amtszeit festgelegt. Die Generalversammlungen der vier Körperschaften der Universität (Professoren, wissenschaftliche Mitarbeiter, Studenten sowie administratives & technisches Personal) wählen die Delegierten.
Die Konferenz der Dekane und Dekaninnen wird einmal pro Semester mindestens vom Rektor einberufen. Dort werden zur Vorbereitung der Beschlüsse der zuständigen Organe wichtige Themen zu Strategie und Entwicklung der Universität diskutiert.
Der Hochschulrat ist ein beratendes Organ des Staatsrates. Im Hochschulrat haben 13 Personen Einsitz, vier werden von der Schweizer Bischofskonferenz, die übrigen von der kantonalen Erziehungsdirektion ernannt. Präsidentin ist Sabine Premand Sperandio. Der Rat geht auf ein Abkommen zwischen Staatsrat und Schweizer Bischöfen zurück, die sich im Jahre 1949 zur finanziellen Unterstützung der Universität verpflichtet haben.

## Alumni
Alumni und Freunde UniFR ist ein unabhängiger Alumni-Verein und strebt an, die Absolventen der Universität Freiburg und ihr nahestehende Personen zusammenzubringen sowie die Verbindung mit der Institution zu pflegen und zu ihrer Entwicklung beizutragen. Präsidentin ist Mireille Kurmann-Carrel aus Luzern. Regionalgruppen existieren in Zürich und Umgebung, im Tessin, in Luzern und der Zentralschweiz sowie der Ostschweiz und Liechtenstein. Mit vier Fakultäts- und Departementsvereinen wird eng zusammengearbeitet:
- Rechtswissenschaftliche Fakultät: Alumni IUS Frilex
- Wirtschafts- und Sozialwissenschaftsfakultät: Alumni SES
- Philosophische Fakultät: Alumni Heilpädagogisches Institut (VAF)
- Mathematisch-Naturwissenschaftliche Fakultät: MedAlumni

Der Zentralpräsident des Schweizerischen Studentenvereins Anton Augustin hat mit sechs seiner Vorgänger im Juli 1890 die Initiative zur Gründung des Hochschulvereins (la Société académique fribourgeoise) ergriffen. Die konstituierende Versammlung erfolgte am 19. Januar 1891. Ziel war, zur moralischen und finanziellen Entwicklung der Universität Freiburg und der dazugehörigen akademischen Einrichtungen beizutragen.

## Persönlichkeiten der Universität Freiburg

### Forschende und Lehrende
- Hanns Abele (1941–2016), Jurist, ehemaliger ordentlicher Professor für Volkswirtschaft und Wirtschaftspolitik
- Hilarion Alfejew (* 1966), Leiter des Aussenamtes des Moskauer Patriarchats, ehemaliger Bischof von Wien und Österreich
- Urs Altermatt (* 1942), Historiker; Rektor 2003–2007
- Markus Baldegger (* 1947), Maler und Germanist, ehemaliger Lektor an der Universität
- Iso Baumer (1929–2021), Religionswissenschaftler, ehemaliger Lehrbeauftragter an der Universität
- Georges Bavaud (1923–2007), Dogmatiker, Ökumeniker, Domherr der Kathedrale Sankt Nikolaus
- Joseph Beck (1858–1943), Professor für Pastoraltheologie, Liturgik und Pädagogik; Rektor 1906–1907
- Daniel Belluš (1938–2011), Chemiker, ehemaliger Lehrbeauftragter und Titularprofessor der Universität
- Ernst-Bernd Blümle (1932–2008), Ökonom
- Giulio Bertoni (1878–1942), italienischer Romanist
- Joseph Maria Bochenski (1902–1995), polnischer Philosoph und Logiker, unter anderem Inhaber des Lehrstuhls für Geschichte der Philosophie der Gegenwart und Rektor der Universität Freiburg 1964–1966
- Yves Bottineau (1925–2008), Kunsthistoriker
- Hans Wolfgang Brachinger (1951–2011), Mathematiker, Inhaber des Lehrstuhls für Statistik der Wirtschafts- und Sozialwissenschaftlichen Fakultät
- Albert Büchi (1864–1930), Historiker, Präsident des Geschichtsforschenden Vereins des Kantons Freiburg und der Vereinigung für Schweizerische Kirchengeschichte; Rektor 1904–1905
- Erwin Carigiet (* 1955), Sozialrechtler
- Helen Christen (* 1956), Professorin für Germanistische Linguistik 2002–2021
- Philippe Cudré-Mauroux (* 1976), Informatiker
- Louis Comte (1870–1959), Professor für Rechtsmedizin, Rektor 1943/44
- Mathieu Frans Daniëls (1860–1918), niederländischer Professor für angewandte Mathematik, Rektor 1905/06
- Georges Darms (* 1946), erster Inhaber des Lehrstuhls für Rätoromanistik
- Joseph Deiss (* 1946), Alt-Bundesrat, ehemaliger ordentlicher Professor für Volkswirtschaft und Wirtschaftspolitik, ehem. Dekan der Wirtschafts- und Sozialwissenschaftlichen Fakultät
- Mariano Delgado (* 1955), Theologe und Kirchenhistoriker, Leiter des Instituts für das Studium der Religionen und den interreligiösen Dialog
- Detlev Christian Dicke (1942–1992), Professor für Völkerrecht, Europarecht
- Carl Doka (1896–1980), Leiter der deutschsprachigen Abteilung des Seminars für Journalistik 1965–1971
- Wilhelm Effmann (1847–1917), Professor für Kunstgeschichte
- Astrid Epiney (* 1965), frühere Rektorin, Professorin für Völkerrecht, Europarecht und schweizerisches öffentliches Recht
- Andreas Fahr (* 1966), Kommunikationswissenschaftler, Professor für empirische Kommunikationswissenschaft
- Rolf Fieguth (* 1941), Slawist
- Florian H. Fleck (1924–1990), Nationalökonom und Medienwissenschaftler; Mitbegründer des Instituts für Journalistik und Kommunikationswissenschaft und dessen Direktor bis 1981
- Harald Fricke (1949–2012), germanistischer Literaturwissenschaftler
- Peter Gauch (* 1939), em. Professor für Zivil- und Handelsrecht
- Julia Gelshorn (* 1974), Kunsthistorikerin
- Jean Gremaud (1823–1897), Historiker, Professor für Geschichte seit 1889; Rektor 1896–1897 (Nachfolger: Gustav Schnürer)
- Walter Haas (* 1942), germanistischer Sprachwissenschaftler
- Gallus Häfele (1882–1960), Theologe; Rektor 1930–1931
- Anton Hänggi (1917–1994), römisch-katholischer Bischof des Bistums Basel, Doktorand in Theologie, anschliessend Professor für Liturgiewissenschaft
- Klaus-Dieter Hänsgen (* 1952), Psychologe, Gründer und langjähriger Direktor des Zentrums für Testentwicklung und Diagnostik
- Guido Heinen (* 1966), deutscher Theologe und Journalist, seit 2011 Leiter der Wissenschaftlichen Dienste des Deutschen Bundestages
- Heinrich Henrich (1614–1682), Schweizer Jesuit und Rektor des Jesuitenkollegs
- Walter Henzen (1895–1967), germanistischer Sprachwissenschaftler
- Oswald Huber (* 1942), Psychologe und Cartoonist
- Leo Karrer (1937–2021), Theologe
- Christoph Kaserer (* 1963), Ökonom
- Ludwig Kathariner (1868–1920), Zoologe, Professor für Zoologie 1896–1920
- Johann Peter Kirsch, von 1890 bis 1932 Inhaber des Lehrstuhls für Patrologie und christliche Archäologie
- Martin Klöckener (* 1955), Professor, Präsident des Departments für Praktische Theologie
- Harm Klueting (* 1949), deutscher Historiker, Theologe, Professor an der Universität zu Köln; seit 2007 zugleich Dozent für Kirchengeschichte an der Universität Freiburg
- Oliver Krüger (* 1973), Religionswissenschaftler
- Franz Friedrich Leitschuh (1865–1924), Professor für Kunstgeschichte (bis zu seinem Tod am 28. Januar 1924)
- Hugo Loetscher (1929–2009), Schriftsteller
- Salvatore Loiero (* 1973), katholischer Theologe
- Franz Mali (* 1960), katholischer Theologe und Patristiker
- Andreas Meier (* 1951), Wirtschaftsinformatiker
- Philippe Henri Menoud (1905–1973), evangelischer Theologe und Gastprofessor
- Ignacy Moscicki (1867–1946), Präsident der Republik Polen von 1926 bis 1939, Assistent am Physikalischen Institut, Gründer der Condensateurs Fribourg
- Günther Müller (1890–1957), Germanist und Literaturhistoriker
- Emil Franz Josef Müller-Büchi (1901–1980), Publizistikwissenschaftler und Rechtshistoriker, Direktor der Katholischen Internationalen Presseagentur
- Josef Nadler (1884–1963), Germanist und Literaturwissenschaftler
- Václav Nelhýbel (1919–1996), tschechischer Komponist und Dirigent, studierte Musikologie in Freiburg, anschliessend Dozent
- Peter Horst Neumann (1936–2009), Lyriker, Germanist und Literaturwissenschaftler
- Erwin Nickel (1921–2005), Mineraloge sowie Parawissenschaftler und Paranormologe
- Martine Nida-Rümelin (* 1957), Philosophin
- Marcel Niggli (* 1960), Professor für Strafrecht und Rechtsphilosophie
- Hugo Obermaier (1877–1946), Prähistoriker, Pionier der Steinzeitforschung, Ordinarius für Urgeschichte
- Giorgio Orelli (1921–2013), Schriftsteller und Lehrer
- Marcus Antonius van den Oudenrijn (1890–1962), niederländischer Dominikaner und Exeget
- Alfred von Overbeck (1877–1945), Rechtswissenschaftler; Rektor 1927–1928
- Alfred E. von Overbeck (1925–2016), Professor für Internationales Privatrecht; Rektor 1972–1975
- Pericle Patocchi (1911–1968), Schriftsteller und Lehrer
- Meinrad Perrez (* 1944), em. Ordinarius für Klinische Psychologie, international bekannter Forscher auf dem Gebiet der Stress- und Familienforschung
- Stephan Pfürtner (1922–2012), Theologe (1966–1974), gab Professur nach Entzug der Lehrerlaubnis durch den Vatikan auf
- Servais-Théodore Pinckaers (1925–2008), Moraltheologe
- Peter Pooth (1884–1958), deutscher Chemiker und Archivar, Assistent am 1. Chemischen Institut ab 1910
- Edy Portmann (* 1976), Informatiker
- Giovanni Pozzi (1923–2002), Kapuziner, Schriftsteller, Literaturkritiker, Forscher
- Sarah Progin-Theuerkauf (* 1978), Rechtswissenschaftlerin
- Volker Reinhardt (* 1954), Professor für Allgemeine und Schweizer Geschichte der Neuzeit, Experte der italienischen Renaissance
- Gonzague de Reynold (1880–1970), Schweizer Schriftsteller, Professor für Geschichte der Zivilisation
- Gustav Ruhland (1898–1901), Ordinarius für Nationalökonomie
- Max von Sachsen (1870–1951), sächsischer Prinz und Ostkirchenforscher
- Alfred A. Schmid (1920–2004), Ordinarius für Kunstgeschichte, Präsident der Schweizerischen Denkmalpflege
- Carlo Schmid-Sutter (* 1950), Politiker
- Pater Wilhelm Schmidt (1868–1954), Ethnologe
- Christoph Kardinal Schönborn (* 1945), Erzbischof von Wien seit 1995, 1976–1991 Professor für Dogmatik an der Kath.-Theol. Fakultät
- Leo Schürmann (1917–2002), Jurist und Politiker
- Damir Skenderovic (1965), Historiker
- Elmar Seebold (* 1934), Professor für Germanische Philologie 1971–1983
- Pierre-Henri Simon (1903–1972), Professor für französische Literaturwissenschaft von 1949 bis 1963
- Gianfranco Soldati (* 1959), Philosoph
- Josef Spieler (1900–1987), Professor für Heilpädagogik und Pädagogik
- Heinrich Stirnimann (1920–2005), Dominikaner, Fundamentaltheologe, Ökumeniker
- Victor Stoichiță (* 1949), Kunsthistoriker
- Eduard Studer (1919–1992), Professor für Germanische Philologie
- Norbert Thom (1946–2019), Professor für Führungs-, Organisations- und Personallehre (1985–1991)
- Peter Thullen (1907–1996), Ordinarius am Mathematischen Institut (1971–1977)
- Oskar Vasella (1904–1966), Historiker
- Guido Vergauwen (1944), Theologe
- Joachim Wattendorff (1928–2008), Biologe
- Max Westermaier (1852–1903), erster Inhaber des Lehrstuhls der Botanik
- Luzius Wildhaber (1937–2020), Präsident des Europäischen Gerichtshofs für Menschenrechte, ehemaliger Professor der Rechtswissenschaften
- Jean-Claude Wolf (* 1953), Philosoph
- Helmut Zander (* 1957), Religionshistoriker

### Absolventen
- Anne van Aaken (* 1969), Rechtswissenschaftlerin und Ökonomin
- Max Aebischer (1914–2009), Schweizer Politiker (CVP), Nationalratspräsident (1968/1969)
- Jean-Christophe Ammann (1939–2015), ehemaliger Direktor des Kunstmuseums Luzern, der Kunsthalle Basel und des Museums für Moderne Kunst in Frankfurt am Main
- Joseph Bech (1887–1975), Regierungspräsident des Grossherzogtums Luxemburg
- Basilio Mario Biucchi (1908–1983), Politiker und Hochschullehrer
- Jean Bourgknecht (1902–1964), Alt-Bundesrat, Studium der Rechtswissenschaften
- John Wolf Brennan (* 1954), Jazzmusiker und Komponist, Studium der Germanistik, Musikwissenschaften und Film
- Markus Büchel (* 1949), Bischof von St. Gallen, Theologiestudium in Freiburg
- Damian Buck (1871–1940), Benediktinerpater, Naturforscher und Pädagoge, Studium der Naturwissenschaften
- Corina Casanova (* 1956), Bundeskanzlerin der Schweiz
- Enrico Celio (1889–1980), Alt-Bundesrat, Studium der Rechtswissenschaften
- Flavio Cotti (1939–2020), Alt-Bundesrat, Studium der Rechtswissenschaften
- Georges Cottier (1922–2016), Kardinal
- Mary Daly (1928–2010), US-Feministin und Theologin, studierte katholische Theologie
- Pierre Délèze (* 1958), Leichtathlet
- Andrzej Maria Deskur (1924–2011), Kardinal
- Oskar Eberle (1902–1956), Regisseur, Dramatiker und Theaterwissenschaftler
- Wilhelm Egger OFMCap (1940–2008), Bischof der Diözese Bozen-Brixen
- Matthias Erzberger (1875–1921), Finanzminister des Deutschen Reichs
- Reto Fetz (* 1942), Theologe und Philosoph
- Gerhard Fittkau (1912–2004), Theologe
- Christian Frei (* 1959), Dokumentarfilmregisseur
- Aurelia Frick (* 1975), Politikerin und Regierungsrätin des Fürstentums Liechtenstein
- Kurt Furgler (1924–2008), Alt-Bundesrat, Studium der Rechtswissenschaften in Freiburg, Zürich und Genf
- Clemens August Graf von Galen (1878–1946), deutscher Kardinal, studierte Philosophie, Geschichte und Literatur
- Felix Gmür (* 1966), schweizerischer Theologe und Bischof von Basel
- Philipp Gmür (* 1963), Jurist, CEO der Helvetia-Versicherungen
- Eugène Grand (1870–1937), Schweizer Jurist und Politiker
- Dieter Michael Grohmann (* 1963), österreichischer Medienschaffender, Filmemacher und Medienkünstler
- Agnes Gutter (1917–1982), Märchen-, Kinder- und Jugendliteraturforscherin
- Stefan Haenni (* 1958), Maler und Krimiautor
- Paul Hinder (* 1942), Apostolischer Vikar des Apostolischen Vikariats Arabien
- Otto Höschle (* 1952), Schriftsteller, Übersetzer, IKRK-Delegierter
- Basil Kardinal Hume (1923–1999), Vorsitzender der Bischofskonferenz von England und Wales
- Brigitte Hürlimann (* 1963), Journalistin und Schriftstellerin
- Hans Hürlimann (1918–1994), Alt-Bundesrat
- Gianni Infantino (* 1970), FIFA-Präsident
- Andrea Jansen (* 1980), Moderatorin im Schweizer Fernsehen
- Paul Kamer (1919–1999), katholischer Geistlicher, Lehrer und Bühnenautor
- Arnold Koller (* 1933), Alt-Bundesrat, studierte Rechtswissenschaften in Freiburg
- Andreas Laun (1942–2024), Weihbischof in Salzburg, studierte Theologie und Französisch
- Elmar Ledergerber (* 1944), Präsident der Stadt Zürich (2002–2009), Lizenziat in Geschichte an der Universität Freiburg
- Giuseppe Lepori (1902–1968), Alt-Bundesrat
- Nikolaus Lobkowicz (1931–2019), Philosoph
- Andreas Meyer (* 1961), Jurist, ehemaliger CEO der SBB
- Pierre Maudet (* 1978), Politiker und Präsident der Stadt Genf (2011–2012)
- Niklaus Meienberg (1940–1993), Schriftsteller und Journalist
- Herbert Meier (1928–2018), freier Schriftsteller, studierte Literaturwissenschaft, Geschichte, Philosophie und Kunstgeschichte in Basel, Wien, Paris und Freiburg
- Ruth Metzler-Arnold (* 1964), Alt-Bundesrätin, Studium der Rechtswissenschaften
- Giuseppe Motta (1871–1940), Alt-Bundesrat
- Aloysius Muench (1889–1962), Kardinal
- Jean-Marie Musy (1876–1952), Alt-Bundesrat
- Giusep Nay (* 1942), Alt-Bundesrichter, Studium der Rechtswissenschaften in Freiburg und Zürich
- Gerhard Pfister (* 1962), Nationalrat, Präsident der CVP
- Henri Rieben (1921–2006), Ökonom und Europaforscher, gilt als Schweizer Europapionier
- Christa Rigozzi (* 1983), Miss Schweiz 2006, Studium der Medien- und Kommunikationswissenschaften (unterbrochen)
- Martin Rosenberg (1908–1976), Journalist und CVP-Politstratege, gilt als Erfinder der so genannten Zauberformel
- Felix Rosenberg (1941–2014), Politiker (CVP), Manager und Kulturförderer
- Léon Savary (1895–1968), Journalist und Schriftsteller
- Jonas Savimbi (1934–2002), Widerstandskämpfer und Warlord in Angola
- Antonin Scalia (1936–2016), Richter am Obersten Gerichtshof der Vereinigten Staaten
- Alois Scheiwiler (1872–1938), Bischof von St. Gallen
- Klaus Schwab (* 1938), Gründer und Präsident des Weltwirtschaftsforums in Davos
- W. G. Sebald (1944–2001), Schriftsteller und Literaturwissenschaftler
- Bernhard Servatius (* 1932), Jurist
- Adolf Suter (1882–1947), Jurist und Politiker
- Carli Tomaschett (* 1958), Romanist und Chefredaktor des Dicziunari Rumantsch Grischun
- Raphael Urweider (* 1974), Schriftsteller und Musiker
- Ludwig von Moos (1910–1990), Alt-Bundesrat, studierte Rechtswissenschaften
- Otto Walter (1889–1944), Verleger, Redaktor, Schriftsteller und Politiker
- Chaim Weizmann (1874–1952), Chemiker, erster israelischer Staatspräsident, schloss 1899 summa cum laude in Chemie ab
- Susanne Wille (* 1974), Journalistin, Generaldirektorin SRG
- Uwe Wolff (* 1955), Kulturwissenschaftler, Schriftsteller und Theologe
- Guido A. Zäch (* 1935), Arzt und Politiker, Gründer und Präsident der Schweizer Paraplegiker-Stiftung